# 王亦民
王亦民（1969年3月—），中国浙江省宁波市人，围棋职业七段棋手。他1984年入段，1992年升为七段。

## 国内比赛成绩
王亦民曾获1987年龙城杯冠军，1994年第4届霜花杯季军，进入第1届霸王战8强。他是1994年全国围棋团体赛冠军浙江队的主力。他代表浙江队参加2003年围甲联赛。他代表宁波疏浅队参加2017年至2019年城市围棋联赛。

## 国际比赛成绩
他率宁波队夺得2007年韩国大邱国际友好城市围棋赛冠军。

## 个人经历
2012年起担任宁波市围棋协会秘书长。

## 升段记录
初段：1984年。
二段：1984年。
三段：1985年。
四段：1987年6月。
五段：1988年6月。
六段：1990年6月。
七段：1992年7月。